# Seki-juku

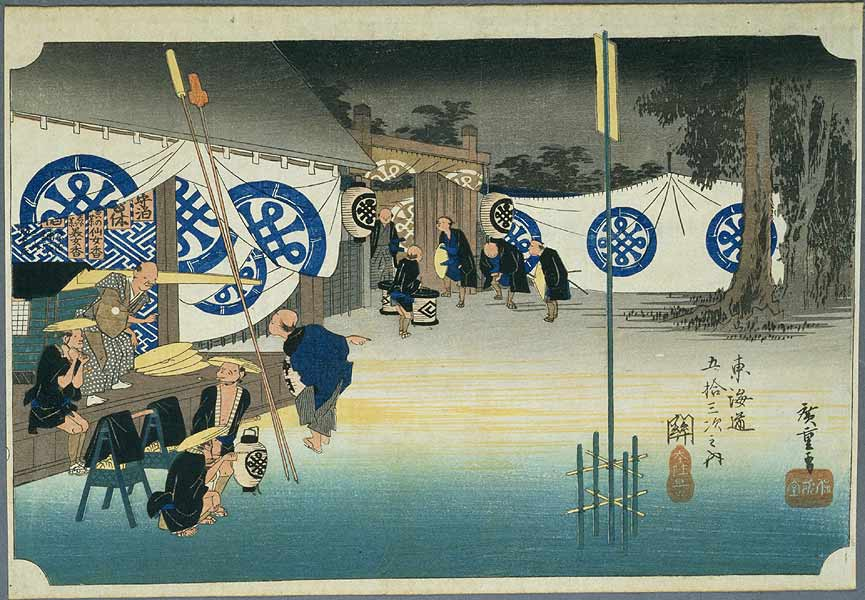
Stacja w latach 30. XIX wieku, Hiroshige Andō

Seki-juku (jap. 関宿 Seki-juku) – czterdziesta siódma z 53 stacji szlaku Tōkaidō, położona obecnie w mieście Kameyama, w prefekturze Mie w Japonii.